# 2423 Ibarruri
2423 Ibarruri è un asteroide areosecante. Scoperto nel 1972, presenta un'orbita caratterizzata da un semiasse maggiore pari a 2,1882970 au e da un'eccentricità di 0,2829195, inclinata di 4,05668° rispetto all'eclittica.
L'asteroide è dedicato al militare spagnolo dell'Armata Rossa Rubén Ruiz Ibárruri.